# Darwiniella amaroides
Darwiniella amaroides is een keversoort uit de familie Perimylopidae. De wetenschappelijke naam van de soort is voor het eerst geldig gepubliceerd in 1912 door Enderlein.